# Miloš Spasić
Miloš Spasić (ur. 10 lipca 1985) – serbski zapaśnik walczący przeważnie w stylu klasycznym. Zajął jedenaste miejsce na mistrzostwach świata w 2011. Dwudziesty na mistrzostwach Europy w 2012. Zdobył trzy medale na mistrzostwach śródziemnomorskich w 2010 i 2011 roku.